# Allée couverte von Kernic

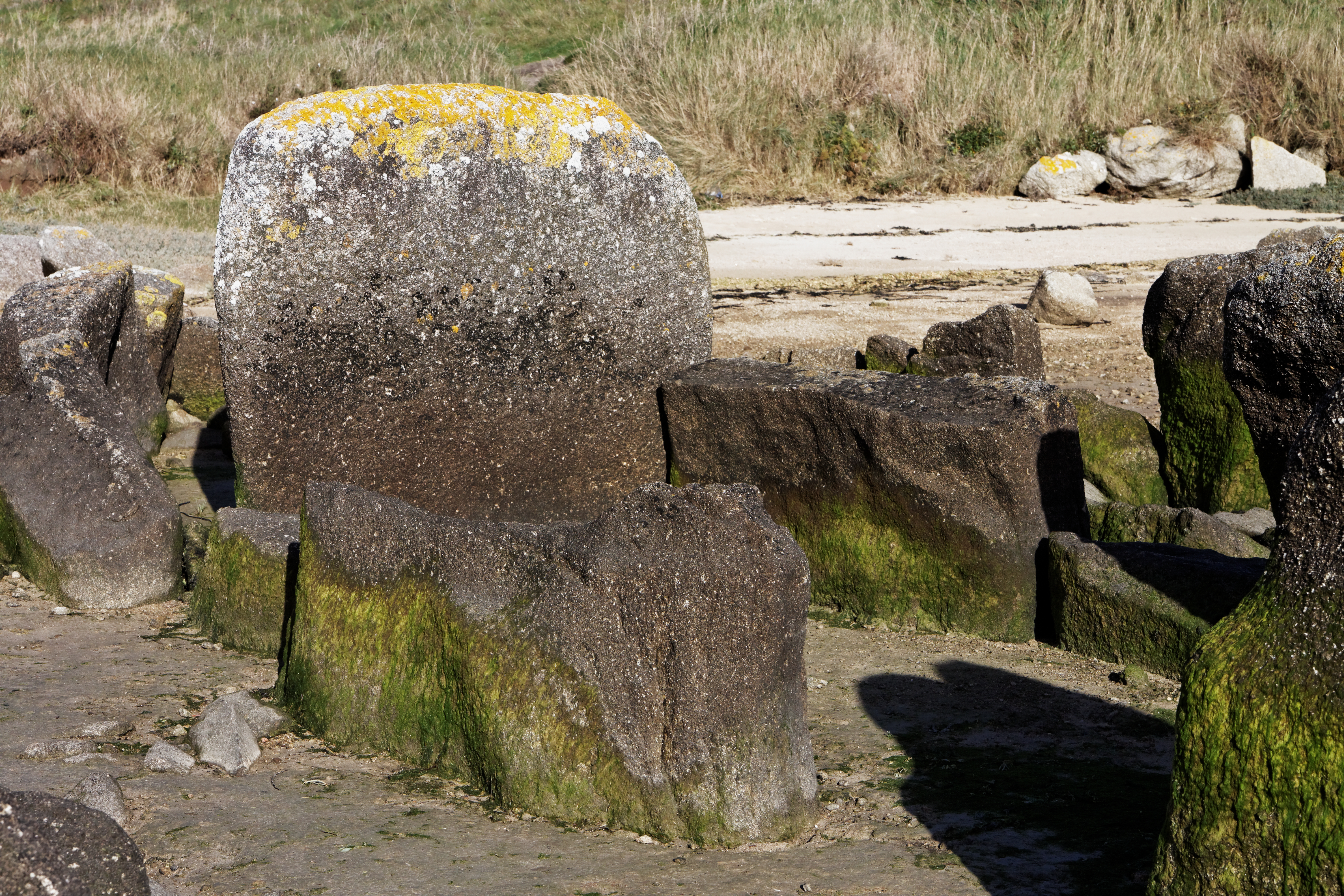
Detail

Die Allée couverte von Kernic (auch Allée couverte von Guinirvit oder von Plouescat bzw. von Porz Meur genannt) liegt in der Gemeinde Plouescat im Département Finistère in der Bretagne in Frankreich. Am Nordstrand der Bucht Anse de Kernic befindet sich die relativ gut erhaltene Megalithanlage aus Granitplatten mit einer, bis auf ihre Ostseite erhaltenen Einfassung.

## Beschreibung
Die leicht trapezoide Kammer des Ganggrabs ist etwa neun Meter lang. Der etwa drei Meter lange Vorraum wird durch eine Platte von der Kammer getrennt. Die Kammerreste bestehen aus 11 seitlichen Tragsteinen, hinzu kommen neun Tragsteinreste und Teile der Einfassung. Vor dem Eingang finden sich Spuren einer Freifläche von 8,0 × 4,0 Meter, die als Kultplatz diente. Bei der Grabung im Jahre 1983 fand man nach einer Meereserosion Feuersteinklingen und Keramik aus der Spätphase der Nutzung der Anlage um 2000 v. Chr.

## Kontext
Die Nordküste des Finistère ist reich an herausragenden prähistorischen Monumenten. Hier sind vor allem die riesigen Menhire von Brignogan, Kerloas oder Kergadiou zu nennen, die zu den höchsten überhaupt gehören.
Einige Allées couvertes werden heute bei Flut überspült, wie die von Kernic, Keroyal und der Dolmen de la Table vor der Île de Noirmoutier. Andere Beispiele sind die Allée couverte im Estuaire de la Quillimadec westlich von Guissény und der Cairn de Îlot-de-Roc’h-Avel. Der Menhir von Penglaouic bei Loctudy an der Mündung des Flusses von Pont-l’Abbe ragt vier Meter aus dem Schlick. Der im Neolithikum auf festem Boden errichtete Menhir liegt etwa 0,75 m unter dem heutigen mittleren Meeresspiegel, die Basis liegt noch etwa 0,50 m tiefer. Ähnlich verhält es sich mit dem Menhir von Léhan. Sie sind Beleg für das Ansteigen des Meeresspiegels seit der Jungsteinzeit, in der die Anlagen nicht derart meernah errichtet wurden.
In Deutschland liegen die Hünenbetten von Archsum und Kolkingehoog im Gezeitenareal.
In Irland liegt der Dolmen von Rostellan im Gezeitenareal des Cork Harbour.